# You’re the Worst
You’re the Worst ist eine US-amerikanische Comedy-Serie, die ursprünglich 2014 vom FX Network ausgestrahlt wurde und inzwischen beim Schwestersender FXX läuft. Im Mittelpunkt stehen Jimmy und Gretchen, zwei egozentrische Menschen, die sich ineinander verlieben.
Im November 2017 wurde die Serie um eine finale fünfte Staffel verlängert, die 2019 ausgestrahlt wurde.

## Handlung
Nachdem Jimmy, ein erfolgloser Autor, auf der Hochzeit seiner Exfreundin wegen negativen Kommentaren rausgeworfen wurde, trifft er vor der Tür auf Gretchen, eine PR-Managerin, welche ein Hochzeitsgeschenk gestohlen hat. Obwohl beide eigentlich nur einen One-Night-Stand möchten, treffen sie sich in den folgenden Wochen öfter. Beide haben jedoch keine Ahnung, wie man eine erfolgreiche Beziehung führt, da sie sich hauptsächlich nur auf sich fokussieren.

## Besetzung und Synchronisation
Die deutsche Synchronisation entstand nach dem Dialogbuch und unter der Dialogregie von Bianca Krahl durch die Berliner Synchronfirma EuroSync GmbH.

### Hauptbesetzung
| Rolle              | Schauspieler/in | Hauptrolle (Episoden) | Synchronsprecher/in                                               |
| ------------------ | --------------- | --------------------- | ----------------------------------------------------------------- |
| Jimmy Shive-Overly | Chris Geere     | 1.01–5.13             | Julius Jellinek (Staffel 1–4), Tim Schwarzmaier (Staffel 5)       |
| Gretchen Cutler    | Aya Cash        | 1.01–5.13             | Annina Braunmiller-Jest (Staffel 1), Anja Stadlober (Staffel 2–5) |
| Edgar Quintero     | Desmin Borges   | 1.01–5.13             | Julien Haggége                                                    |
| Lindsay Jillian    | Kether Donohue  | 1.01–5.13             | Magdalena Turba                                                   |

### Nebenbesetzung
| Rolle          | Schauspieler/in      | Nebenrolle (Episoden) | Synchronsprecher/in |
| -------------- | -------------------- | --------------------- | ------------------- |
| Becca Barbara  | Janet Varney         | 1.01–5.13             | Mareile Moeller     |
| Vernon Barbara | Todd Robert Anderson | 1.01–5.13             | Gerrit Schmidt-Foß  |
| Paul Jillian   | Allan McLeod         | 1.01–5.13             | Roman Wolko         |
| Killian Mounce | Shane Francis Smith  | 1.01–5.13             | Jaro Haggége        |
| Sam Dresden    | Brandon Mychal Smith | 1.01–5.13             | David Turba         |
| Ty Wyland      | Stephen Schneider    | 1.01–5.13             | Karlo Hackenberger  |

## Produktion
Die Pilotfolge zur Serie bestellte der Sender FX am 17. Juli 2013. Im Januar 2014 bestellte der Sender neun zusätzliche Folgen zum Piloten. Ende September 2014 wurde die Serie um eine zweite Staffel, welche aus 13 Folgen bestehen wird, verlängert. Diese wird jedoch auf dem Schwestersender FXX ausgestrahlt. Im Dezember 2015 wurde die Serie um eine dritte Staffel verlängert. Die Produktion einer vierten Staffel wurde im September 2016 bekannt gegeben. Im November 2017 wurde die fünfte und letzte Staffel angekündigt, die 2019 ausgestrahlt werden soll.

## Ausstrahlung
Vereinigte Staaten
Die erste Staffel der Serie wurde vom 17. Juli bis zum 18. September 2014 auf FX statt. Die zweite Staffel wurde vom 9. September bis zum 9. Dezember 2015 auf FXX ausgestrahlt. Die Ausstrahlung der dritten Staffel begann am 31. August 2016. Die vierte Staffel wurde vom 6. September bis zum 15. November 2017. Die fünfte Staffel wurde vom 9. Januar bis zum 3. April 2019 uraufgeführt.
Deutschland
Die deutschsprachige Erstausstrahlung der ersten Staffel der Serie fand vom 6. Juli bis zum 3. August 2015 auf Sixx statt. Die zweite Staffel strahlte ProSieben Fun vom 23. April bis zum 21. Mai 2016 aus, dort wurde die dritte Staffel vom 29. April bis zum 17. Juni 2017 ausgestrahlt.

## Rezeption
Die erste Staffel der Serie wurde bei Metacritic mit einem Metascore von 65/100 basierend auf 20 Rezensionen bewertet.
Axel Schmitt von Serienjunkies.de sagte zur Serie, dass „Die Pilotepisode der neuen FX-Comedy You're the Worst […] laut Prämisse ganz furchtbar [hätte] werden können. Ist sie aber nicht. Wenngleich nicht alle Witze zünden, verleiht Serienschöpfer Stephen Falk seinen Figuren genug Menschlichkeit, um sie sympathisch finden zu können.“ Auch schreibt er, dass, hätte „sich die Pilotepisode von „You're The Worst“ ausschließlich daran ergötzt, welch schlechte Menschen die beiden Protagonisten doch sind, wäre das Konzept wohl gnadenlos gescheitert. Da Autor und Serienschöpfer Stephen Falk seinen Charakteren jedoch echte, zutiefst menschliche Emotionen zugesteht, funktioniert die Figurenzeichnung. Das Problem sind eher die Witze, die kaum zünden. Teilweise liegt das an der schwachen Drehbuchvorlage.“ Laut Schmitt können auch „die darstellerischen Leistungen […] weitgehend überzeugen, die technische Umsetzung ist durchaus passabel. Los Angeles wird in einer kurzen Montage ganz ordentlich eingefangen, die Musikauswahl brachte mich stellenweise zum Kopfnicken. Die Sexszenen sind überdies so explizit, wie ich es in keinem anderen Kabelformat bisher gesehen habe. Weitere Gründe zum Einschalten: Jimmys Kumpel Edgar und Killian. Leichtes Interesse ist nach dem Auftakt vorhanden.“